# Simtek S941
La Simtek S941 è una monoposto  di Formula 1, costruita dalla squadra inglese Simtek per partecipare al campionato mondiale di Formula 1 1994.

## Contesto

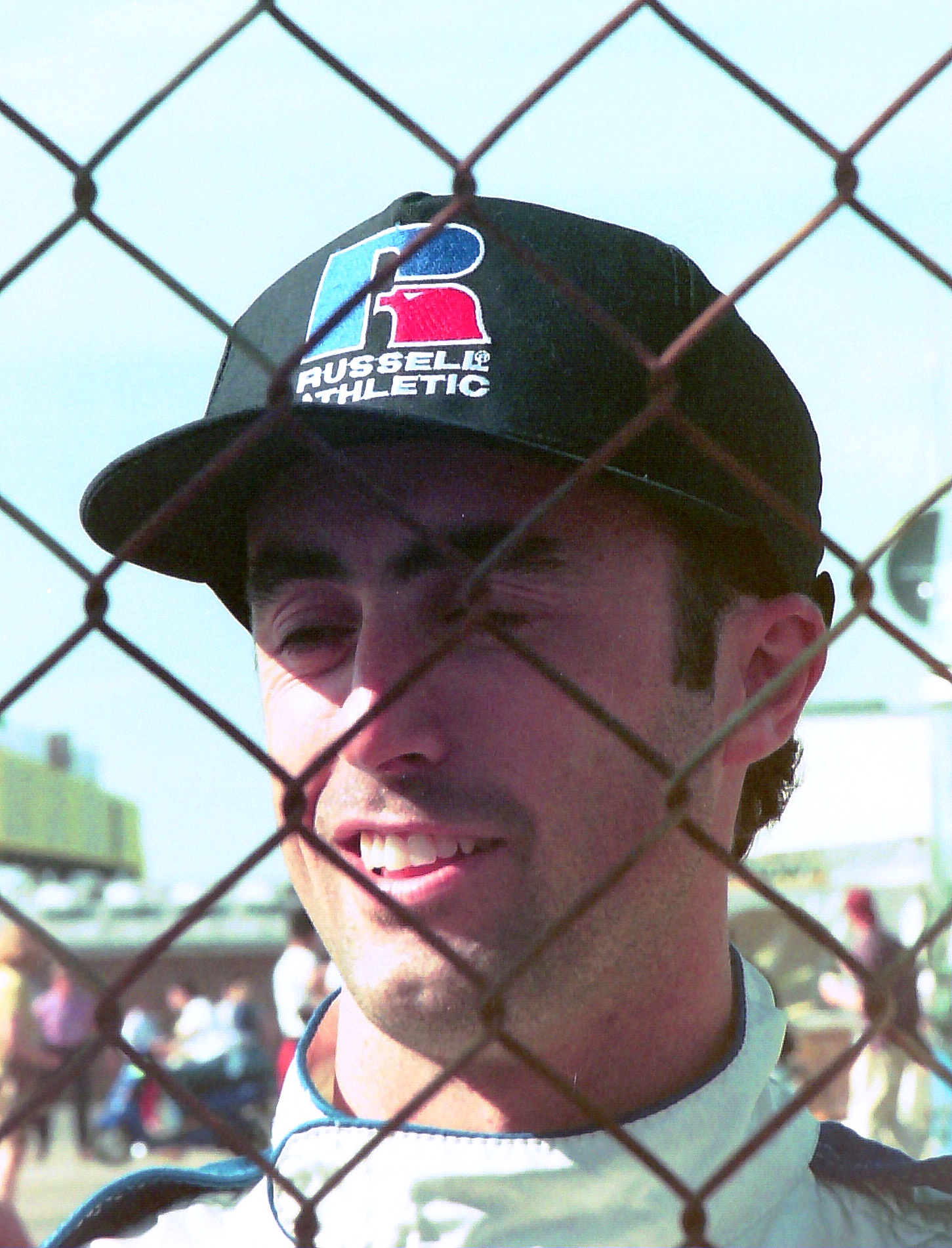
David Brabham, figlio del tre volte iridato Jack Brabham, viene scelto dalla Simtek come pilota titolare: l'australiano torna dunque in massima serie dopo tre anni

### Nascita del team
Nell'estate del 1993, il progettista britannico Nick Wirth, già fondatore e proprietario della Simtek Research Ltd., azienda specializzata nella costruzione di telai da corsa per conto terzi, decise di trasformarla in una squadra corse e di debuttare in Formula 1 con una propria monoposto. Fece quindi entrare in società l'ex campione del mondo Jack Brabham e siglò un contratto di title sponsorship con l'emittente televisiva MTV; la scuderia venne quindi battezzata Simtek Grand Prix e iscritta al mondiale come MTV Simtek Ford, previo accordo con la casa motoristica americana per la fornitura dei propulsori.

### Piloti
La scelta dei piloti ricadde su David Brabham, figlio del co-proprietario del team Jack Brabham, che aveva già corso per l'omonimo team nel 1990, e sull'esordiente austriaco Roland Ratzenberger, proveniente dal Campionato giapponese di Formula 3000 e vincitore della 24 Ore di Le Mans 1993 nella classe C2.

## Caratteristiche tecniche

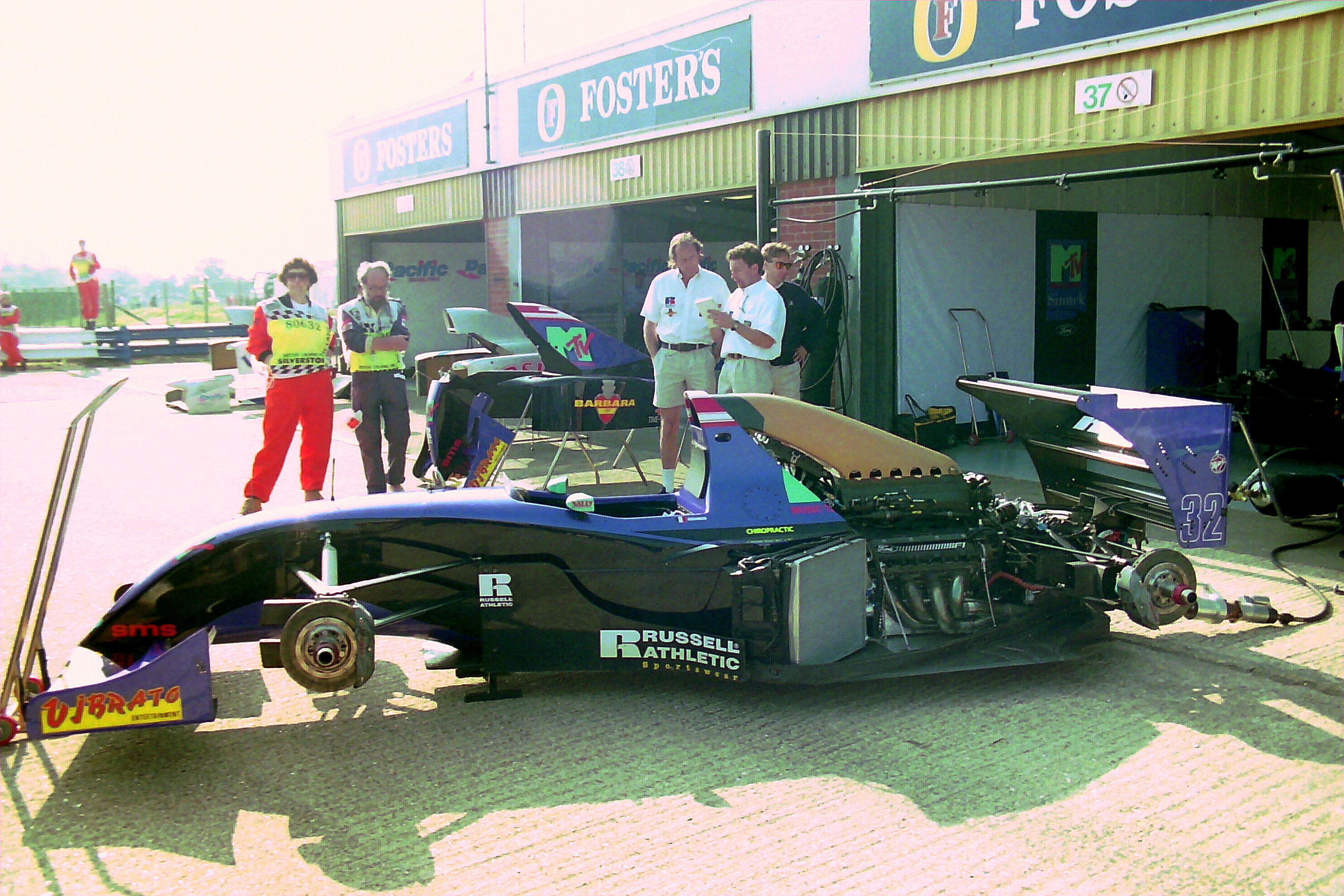
La Simtek S941 smontata nel box a Silverstone

### Telaio
Il progetto della vettura fu curato dallo stesso Wirth e dall'ex ingegnere di Toleman, Benetton e Ligier Paul Crooks, i quali impostarono il telaio per permettere l'utilizzo delle sospensioni attive. Tale ausilio fu però vietato dal regolamento FIA a fine 1993, costringendo i due progettisti a riprogettare da zero la vettura a pochi mesi dall'inizio del campionato: per sveltire i tempi, si ripresero i disegni della Andrea Moda S921, monoposto usata dall'omonimo team nella stagione 1992, la quale a sua volta era l'evoluzione di un vecchio progetto commissionato dalla BMW per il ritorno in Formula 1, poi non verificatosi. Ne risultò una vettura dalle linee piuttosto convenzionali e dall'aerodinamica semplice, con muso spiovente direttamente collegato all'ala anteriore, pance basse e rastremate.

### Meccanica
Lo schema delle sospensioni, non potendo usare il controllo elettronico bandito dal regolamento, fu push-rod all'anteriore e pull-rod al posteriore, analogamente alla gran parte delle altre squadre. La Ford mise a disposizione il motore HBD6 preparato dalla Cosworth, in una configurazione piuttosto basica e priva dei più recenti aggiornamenti; gli fu affiancato un cambio a 6 marce con comando elettronico sequenziale, costruito dalla stessa squadra in collaborazione con la Xtrac.

## Livrea e sponsor
Prima di presentarla ufficialmente, la Simtek testò la vettura ancora non ultimata e con una livrea provvisoria, priva di sponsor e con il solo nome della squadra scritto sul cofano. 
La livrea definitiva apparve solo al momento della presentazione: i colori principali erano il blu (presente sulla parte inferiore della macchina ed esteso ad entrambe le fiancate) ed il violetto, presente su tutta la parte superiore della vettura, muso compreso. Il main sponsor MTV impose inserti color verde acqua; altri sponsor erano Würth e Russell Athletic, affiancati nel corso della stagione da altri marchi temporanei, quali Barbara MC (sponsor personale di Ratzenberger divenuto poi sponsor del team), Beta, VH1, Time-Sert, COX Sport-Shoes, Arjo Wiggins, Sandtler, TNT Express e Korean Air. Inoltre a partire dal Gran Premio di Monaco vennero dipinti ai lati dell'airbox i colori e il design del casco di Ratzenberger, insieme alla scritta For Roland, al fine di rendere omaggio al defunto pilota austriaco.

## Piloti
| Piloti ufficiali     | Piloti ufficiali       | Piloti ufficiali  |
| Nazione              | Nome                   | Numero            |
| -------------------- | ---------------------- | ----------------- |
| Australia (bandiera) | David Brabham          | 31                |
| Austria (bandiera)   | Roland Ratzenberger †  | 32                |
| Italia (bandiera)    | Andrea Montermini      | 32                |
| Francia (bandiera)   | Jean-Marc Gounon       | 32                |
| Italia (bandiera)    | Domenico Schiattarella | 32                |
| Giappone (bandiera)  | Taki Inoue             | 32                |
| Piloti di riserva    |                        |                   |
| Nazione              | Nome                   | Numero            |
| Italia (bandiera)    | Andrea Montermini      | Andrea Montermini |

## Carriera agonistica

### Campionato

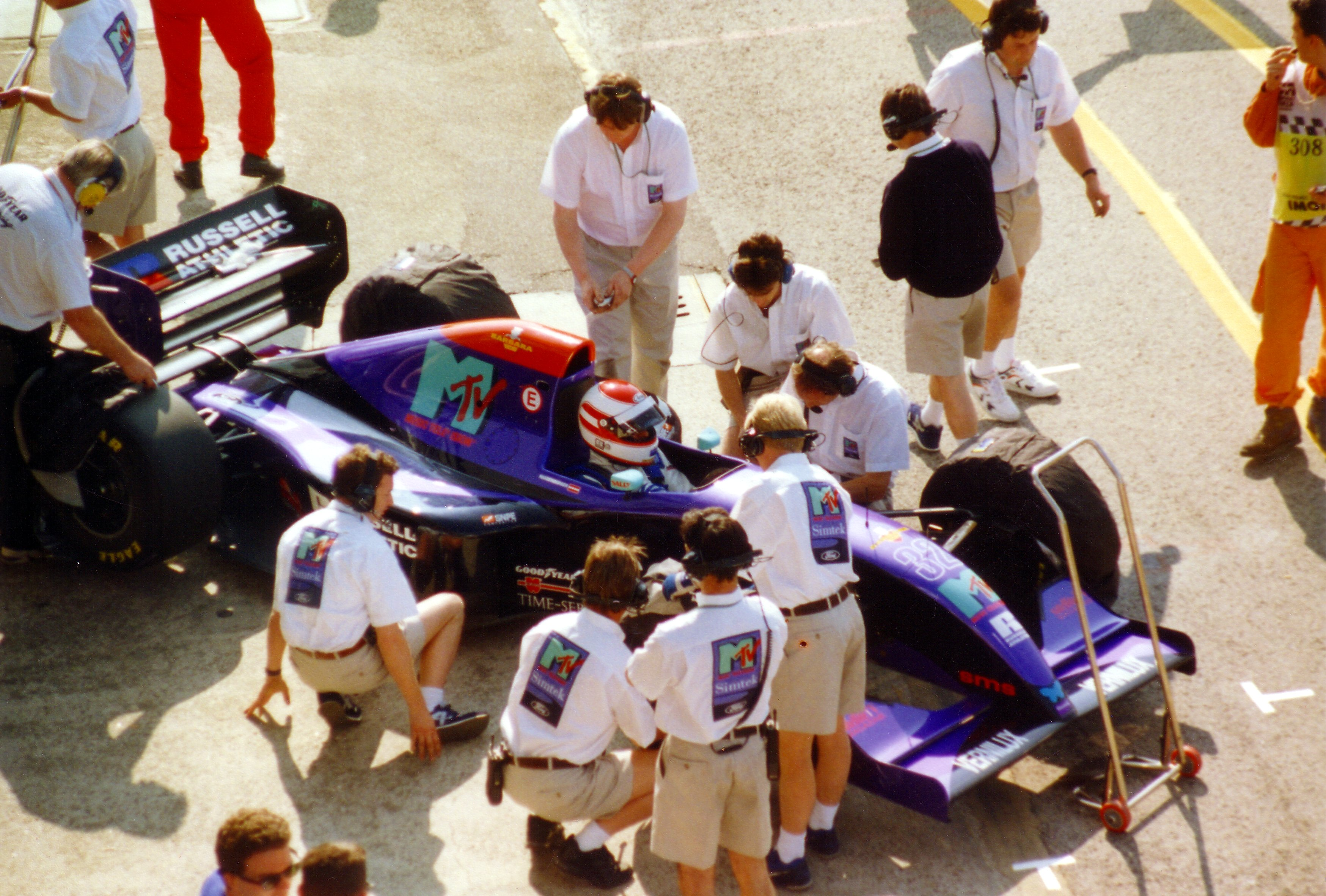
Roland Ratzenberger nel suo ultimo giorno (30 aprile 1994) a Imola durante le prove del Gran Premio di San Marino. Più tardi nel corso della giornata, l'esordiente austriaco rimase ucciso in un incidente.

La vettura si rivelò lenta e inaffidabile: nel primo Gran Premio, in Brasile, le Simtek subirono distacchi di oltre 5 secondi con Brabham (ultimo al via) e di quasi 7 con Ratzenberger, non qualificato; in gara la situazione non cambiò e il figlio d'arte concluse ultimo a 4 giri dal vincitore. Solo le Pacific si rivelarono meno competitive.
Ad Aida entrambe le vetture riuscirono a qualificarsi alla gara, seppur in ultima fila, con anche Ratzenberger che, avvalendosi del fatto di essere l'unico dei partecipanti ad aver già gareggiato in tale pista ai tempi della Formula 3000, riuscì a girare su tempi all'altezza del compagno. L'austriaco terminò ultimo e staccato di 5 giri, mentre Brabham si ritirò dopo due giri per un problema elettrico.
La deficitaria situazione, sia economica che a livello di competitività, si aggravò ulteriormente ad Imola: nel corso delle qualifiche, Ratzenberger (che pure aveva fatto segnare un tempo idoneo per partecipare alla gara), passò scompostamente su un cordolo alla curva Tosa danneggiando a sua insaputa l'ala anteriore. Al giro successivo, nel rettilineo situato tra le curve Tamburello e Villeneuve, l'appendice alare si spezzò: un pezzo volò via e un altro si incastrò sotto le ruote anteriori, rendendo la vettura ingovernabile; la Simtek impattò a 315 km/h sul muretto adiacente alla curva, rimbalzò all'indietro e scivolò verso la successiva curva Tosa, fermandosi in mezzo alla pista. Il pilota austriaco venne trovato privo di conoscenza e in gravissime condizioni: i medici lo rianimarono riuscendo a riattivare la circolazione, per poi portarlo in elisoccorso all'Ospedale Maggiore di Bologna, dove morì poco dopo il suo arrivo a causa delle lesioni interne che la forte decelerazione gli aveva provocato. Dopo la fine delle prove il team paventò l'ipotesi di ritirare anche la vettura di Brabham dalla gara, salvo poi desistere grazie all'intervento di Bernie Ecclestone, che decise di far lasciare vuota la piazzola di Ratzenberger alla domenica; il Gran Premio, segnato poi dalla morte di Ayrton Senna, vide Brabham ritirarsi dopo 27 giri per un testacoda.
La morte di Ratzenberger fu un colpo durissimo per la squadra, che scelse di presentarsi al successivo Gran Premio di Monaco con la sola vettura di Brabham a disposizione, ritirandosi però per problemi al motore. In Spagna la Simtek affidò la seconda vettura all'esordiente Andrea Montermini, proveniente dalla Formula CART e già collaudatore Benetton nel 1993: tuttavia, nel corso delle prove libere del sabato, anche l'italiano si rese protagonista di un pauroso incidente ad alta velocità contro le barriere di protezione dell'ultima curva prima del rettilineo principale, procurandosi la frattura della caviglia destra, non qualificandosi comunque per la gara.
Dopo aver partecipato nuovamente con una sola macchina alla gara in Canada, a Magny-Cours la squadra ingaggia Jean-Marc Gounon (che aveva già disputato 3 Gran Premi con la Minardi nella passata stagione): il francese, alla gara di casa, riesce a qualificarsi al sabato e a concludere la gara in nona posizione, miglior risultato stagionale per la Simtek.
Il resto della stagione è un disastro, la vettura non migliora e sia Gounon che Brabham rimangono sempre in fondo al gruppo insieme alle più scarse e anche loro esordienti Pacific, dovendo anche fare i conti in gara con i problemi di natura meccanica che la S941 presenta. Inoltre, la situazione finanziaria della Simtek diventa sempre più precaria e costringe il patron Wirth a dover ricorrere a piloti paganti nelle ultime gare della stagione per salvare il team dal fallimento, facendo dunque esordire negli ultimi tre appuntamenti altri due piloti quali l'italiano Domenico Schiattarella e il giapponese Taki Inoue, che non ottengono comunque risultati di rilievo. 
La stagione volge dunque al termine e la Simtek chiude il suo primo campionato in massima serie con 0 punti, insieme alla nobile decaduta Lotus e alla meno competitiva Pacific.

## Risultati completi
| Anno | Team            | Motore                     | Gomme | Piloti        |    |     |     |     |    |    |     |    |     |     |     |     |     |     |     |     | Punti | Pos. |
| ---- | --------------- | -------------------------- | ----- | ------------- | -- | --- | --- | --- | -- | -- | --- | -- | --- | --- | --- | --- | --- | --- | --- | --- | ----- | ---- |
| 1994 | MTV Simtek Ford | Ford HBD6, V8 75°, 3497 cc | G     | Brabham       | 12 | Rit | Rit | Rit | 10 | 14 | Rit | 15 | Rit | 11  | Rit | Rit | Rit | Rit | 12  | Rit | 0     | 13º  |
| 1994 | MTV Simtek Ford | Ford HBD6, V8 75°, 3497 cc | G     | Ratzenberger  | NQ | 11  | NP  |     |    |    |     |    |     |     |     |     |     |     |     |     | 0     | 13º  |
| 1994 | MTV Simtek Ford | Ford HBD6, V8 75°, 3497 cc | G     | Montermini    |    |     |     |     | NQ |    |     |    |     |     |     |     |     |     |     |     | 0     | 13º  |
| 1994 | MTV Simtek Ford | Ford HBD6, V8 75°, 3497 cc | G     | Gounon        |    |     |     |     |    |    | 9   | 16 | Rit | Rit | 11  | Rit | 15  |     |     |     | 0     | 13º  |
| 1994 | MTV Simtek Ford | Ford HBD6, V8 75°, 3497 cc | G     | Schiattarella |    |     |     |     |    |    |     |    |     |     |     |     |     | 19  |     | Rit | 0     | 13º  |
| 1994 | MTV Simtek Ford | Ford HBD6, V8 75°, 3497 cc | G     | Inoue         |    |     |     |     |    |    |     |    |     |     |     |     |     |     | Rit |     | 0     | 13º  |

| Legenda | 1º posto     | 2º posto | 3º posto    | A punti         | Senza punti/Non class.  | Grassetto – Pole position Corsivo – Giro più veloce |
| Legenda | Squalificato | Ritirato | Non partito | Non qualificato | Solo prove/Terzo pilota | Grassetto – Pole position Corsivo – Giro più veloce |